# 宝石油機工
宝石油機工株式会社（たからせきゆきこう、英: TAKARA SEKIYU KIKOU CO., LTD.）は、愛知県名古屋市港区に本社を置き、主に日本製鉄名古屋製鉄所構内の油性廃棄物処理を行う企業である。

## 概要
宝石油機工は、宝石油化学の富士製鐵日本製鉄名古屋製鉄所構内での廃油処理事業が分離独立した企業である。現在は日本製鉄や愛知製鋼などの取引先を持ち、油性廃棄物の再生燃料化、潤滑油総合管理・油脂類の販売、化学工業薬品の製造・販売、産業用設備洗浄、高圧ガス設備の非破壊検査を行っている。

## 沿革
- 1969年 - 宝石油化学が富士製鐵名古屋製鐵所構内に廃油処理工場を新設し、宝石油化学株式会社富士製鉄（株）名古屋製鐵所作業所を稼動[2]。
- 1975年 - 再生重油製造設備を新設し、稼動を開始する[2]。
- 1976年 - 宝石油化学から新日本製鐵（株）名古屋製鐵所作業所が独立し、宝石油機工株式会社が設立される[2]。新日本製鐵（株）名古屋製鐵所作業所を宝石油機工株式会社東海事業所と改称し、産業用設備洗浄・検査部門を拡大する[2]。

## 事業所
- 本社：〒455-0028
  - 愛知県名古屋市港区潮見町8番地[1]

- 東海事業所：〒476-0015
  - 愛知県東海市東海町5丁目3番地 日本製鉄株式会社名古屋製鉄所[1]